# Henry Darcy
Henry Philibert Gaspard Darcy (Dijon, 10 de junho de 1803 — Paris, 3 de janeiro de 1858) foi um engenheiro francês.
Contribuiu com diversos trabalhos sobre hidráulica.

## Biografia
Nasceu em Dijon, França. Apesar de seu pai ter morrido em 1817, quando ele tinha 14 anos de idade, sua mãe conseguiu dinheiro emprestado para pagar seus tutores. Em 1821 ele matriculou-se na École Polytechnique em Paris, e transferiu-se dois anos depois para a École Nationale des Ponts et Chaussées, que o levou a trabalhar no "corps des ingénieurs des ponts et chaussées" (batalhão de engenheiros de pontes e estradas).
Henry encontrou uma mulher da Inglaterra, cuja família tinha morado em Dijon, e com ela casou em 1828.
Como um membro do corps, construiu um admirável sistema de distribuição de água pressurizada em Dijon após o fracasso em tentativas de suprimir a cidade com água fresca de poços artesianos. O sistema transportava água da Nascente Rosoir, 12,7 km distante, através de um aqueduto coberto até reservatórios próximos à cidade, que então alimentavam uma rede de 28 mil metros de tubos pressurizados fornecendo água a grande parte da cidade. O sistema era totalmente fechado e pressurizado por gravidade, não necessitando portanto de filtros e bombas. Ele também envolveu-se em muitas outras obras públicas em Dijon e suas imediações, assim como na política do governo da cidade de Dijon.
Durante este período ele modificou a equação de Prony para o cálculo da perda de carga devida à fricção, que depois de modificações adicionais por Julius Weisbach tornou-se conhecida como equação de Darcy-Weisbach, ainda em uso na atualidade.

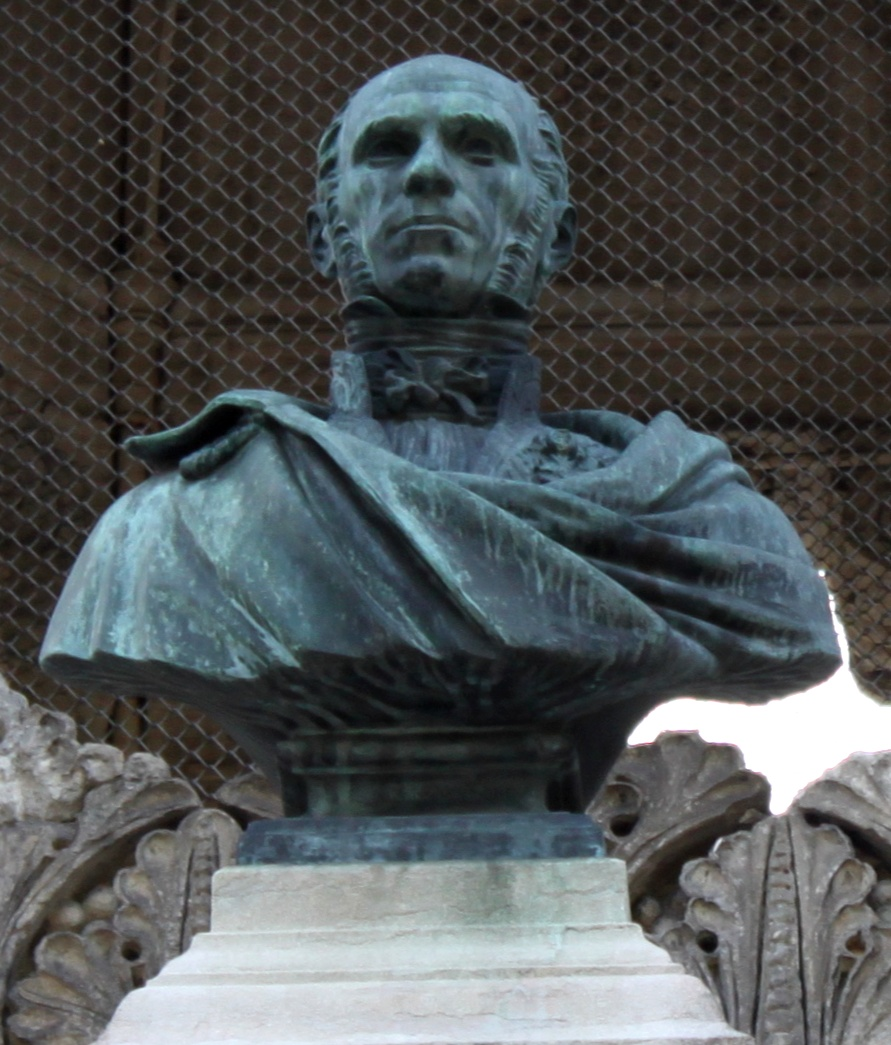
Busto de Darcy no Jardin Darcy em Dijon

Em 1848 ele tornou-se engenheiro chefe do departamento Côte-d'Or (do qual Dijon é capital). Logo em seguida saiu de Dijon por pressões políticas, sendo promovido a diretor chefe de águas e pavimentos, residindo em Paris. Quando ocupando aquele cargo pode concentrar-se mais em suas pesquisas sobre hidráulica, especialmente em fluxo e perdas por fricção em tubulações. Durante este período melhorou o projeto do tubo de Pitot, essencialmente na forma em que o mesmo é usado atualmente.
Ele abandonou seu cargo em 1855, devido a questões de saúde, mas teve autorização para continuar suas pesquisas em Dijon. Em 1855 e 1856 conduziu experimentos em colunas que estabeleceram o que tornou-se conhecido como lei de Darcy; inicialmente desenvolvida para descrever o fluxo através de areias, foi desde então generalizada para uma variedade de situações e esta em pleno uso atualmente. A unidade da permeabilidade de fluidos, darcy, é nomeada em honra de seu trabalho.

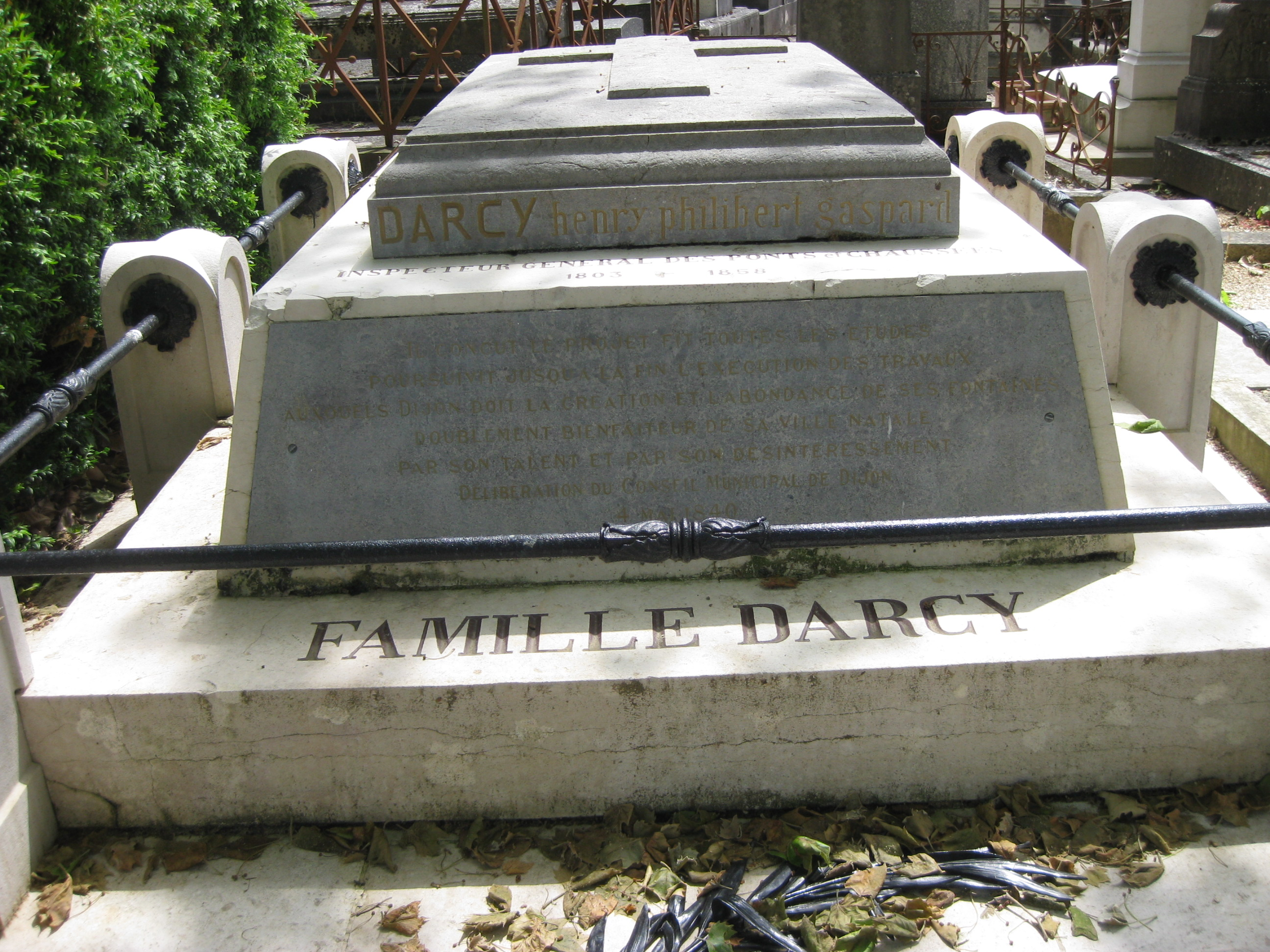
Sepultura em Dijon

Morreu vitima de pneumonia durante uma viagem a Paris em 1858, e esta sepultado no cemitério de Dijon.

## Principais publicações
- Darcy, Henry (1856). Les fontaines publiques de la ville de Dijon. Paris: Dalmont
- Henry Darcy, Henri-Émile Bazin, "Recherches hydrauliques entreprises par M. Henry Darcy continuées par M. Henri Bazin. Première partie. Recherches expérimentales sur l'écoulement de l'eau dans les canaux découverts," Paris, Imprimerie impériale, 1865.
- Henry Darcy, Henri Bazin, "Recherches hydrauliques entreprises par M. Henry Darcy continuées par M. Henri Bazin. Deuxième partie. Recherches expérimentales relatives au remous et à la propagation des ondes," Paris, Imprimerie impériale, 1865.